# Bāgh-e Tāj
Bāgh-e Tāj (persiska: باغ تاج) är ett samhälle i Iran.   Det ligger i provinsen Bushehr, i den centrala delen av landet, 700 km söder om huvudstaden Teheran. Bāgh-e Tāj ligger 1 162 meter över havet och antalet invånare är 271.
Terrängen runt Bāgh-e Tāj är kuperad åt sydost, men åt nordväst är den bergig. Runt Bāgh-e Tāj är det ganska glesbefolkat, med 43 invånare per kvadratkilometer. Närmaste större samhälle är Borāzjān, 18,2 km väster om Bāgh-e Tāj. Omgivningarna runt Bāgh-e Tāj är i huvudsak ett öppet busklandskap.